# Schlange (Sternbild)
Die Schlange (lateinisch Serpens) ist ein Sternbild in der Nähe des Himmelsäquators, das aus zwei Regionen besteht – Schlangenkopf (Serpens Caput) und Schlangenschwanz (Serpens Cauda) –, zwischen denen die Region des Sternbildes Schlangenträger (Ophiochus) liegt.

## Beschreibung
Die Schlange ist das einzige Sternbild am Himmel, das aus zwei nicht zusammenhängenden Teilen besteht. Die beiden Teile werden aus lang gezogenen Sternketten gebildet, die vom Schlangenträger (Ophiuchus) unterbrochen werden. Der westliche Teil der Schlange wird als Serpens Caput (Schlange, Kopf), der östliche als Serpens Cauda (Schlange, Schwanz) bezeichnet. Der Kopf hat eine markante Dreiecksform.
Serpens Cauda liegt im Randbereich der Milchstraße. Hier findet man den bekannten Gasnebel M 16, auch Adlernebel genannt, und den offenen Sternhaufen IC 4756.

## Geschichte
Die Schlange gehört zu den 48 Sternbildern der antiken griechischen Astronomie, die bereits von Ptolemäus beschrieben wurden.
1970 wurde in der Schlange die Nova FH Serpentis entdeckt.

## Mythologie
Die Griechen der Antike sahen in dem Sternbild eine Schlange, die von dem heilkundigen Asklepios (lat. Äskulap) – dem Schlangenträger – getragen wird. Es handelt sich um die gleiche Schlange, die sich um den Äskulapstab, das Symbol der Heilkunst, windet.
Einer Version nach fiel Glaukos, der Sohn des kretischen Königs Minos, in ein Honigfass und erstickte darin. Der Seher Polyeidos fand den Jungen. Minos ließ daraufhin den Seher zusammen mit dem Toten einsperren und befahl ihm, seinen Sohn wieder zum Leben zu erwecken. Als eine Schlange auf Polyeidos zukroch, tötete er diese. Sofort kam eine zweite Schlange mit Kräutern im Maul hinzu und erweckte die tote Artgenossin damit zum Leben. Polyeidos wandte das gleiche Mittel bei Glaukos an, der tatsächlich erwachte.
Einer anderen Version nach soll Asklepios den Jungen wieder erweckt haben.

## Himmelsobjekte

### Sterne
| B   | F  | Namen o. andere Bezeichnungen               | Größe | Lj  | Spektralklasse |
| --- | -- | ------------------------------------------- | ----- | --- | -------------- |
| α   | 24 | Unukalhai, Unuk al Hay, Unuk, Cor Serpentis | 2,63m | 73  | K2 III         |
| η   | 58 |                                             | 3,23m | 62  | K0 III-IV      |
| μ   | 32 |                                             | 3,54m | 156 | A0 V           |
| ξ   | 55 |                                             | 3,54m | 105 | F0 IIIp        |
| β   | 28 | Chow                                        | 3,65m | 153 | A3 V           |
| ε   | 37 |                                             | 3,71m | 70  | A2 Vm          |
| γ   | 41 |                                             | 3,85m | 36  | F6 V           |
| θ   | 63 | Alya                                        | 4,03m | 132 | A5 V           |
| κ   | 35 |                                             | 4,09m | 349 | M1 III         |
| δ1  | 13 |                                             | 4,20m | 210 | F0 IV          |
| ο   | 56 |                                             | 4,24m | 168 | A2 Va          |
| ν   | 53 |                                             | 4,32m | 193 | A0 /A1 V       |
| λ   | 27 |                                             | 4,42m | 38  | G0 V           |
| ι   | 21 |                                             | 4,51m | 192 | A1 V           |
| ζ   | 57 |                                             | 4,62m | 76  | F3V            |
| ρ   | 38 |                                             | 4,74m | 395 | K5 III         |
| π   | 44 |                                             | 4,82m | 177 | A3 V           |
| σ   | 50 |                                             | 4,82m | 89  | F0 V           |
| 400 |    | MQ                                          | 5,06  | 81  | F8 III-IV      |
| 400 | 36 |                                             | 5,09  | 159 | A3Vn           |
| 400 | 10 |                                             | 5,15  | 122 | A8 IV          |
| τ1  | 9  |                                             | 5,16m | 919 | M1 III         |
| 400 |    | R                                           | 5,16  | 911 | M5 IIIe – M9e  |
| δ2  |    |                                             | 5,20  | 210 | F0 IV          |
| d   | 59 |                                             | 5,20  | 479 | G0 III + A6 V  |
| ω   | 34 |                                             | 5,21m | 263 | G8 III         |
| 400 | 16 |                                             | 5,26  | 235 | K0p            |
| 400 | 3  |                                             | 5,32  | 467 | K0 III         |
| χ   | 20 |                                             | 5,34m | 228 | A0p Sr         |
| 400 | 6  |                                             | 5,35  | 244 | K3 III         |
| 400 | 60 |                                             | 5,38  | 236 | K0 III         |
| 400 |    | HR 6016                                     | 5,39  | 494 | K4 III         |
| 400 |    | HR 6858                                     | 5,39  | 471 | K3 III         |
| 400 | 25 |                                             | 5,39  | 408 | B8 III         |
| 400 |    | HR 5924                                     | 5,45  | 602 | M0 III         |
| 400 | 11 |                                             | 5,50  | 270 | K0 III         |

Der hellste Stern ist Alpha Serpentis im Kopf der Schlange. Es handelt sich um einen 73 Lichtjahre entfernten, orange leuchtenden Riesenstern mit dem 15fachen Durchmesser und der 35fachen Leuchtkraft unserer Sonne. 

Sein Name Unuk ist arabischen Ursprungs und ist eine verkürzte Form von „Unuk al Hay“, „Hals der Schlange“. Eine andere Bezeichnung ist „Cor Serpentis“, lateinisch für „Herz der Schlange“.

### Doppelsterne
| System | Größen                   | Abstand       |
| ------ | ------------------------ | ------------- |
| β      | 3,65 / 9,9 / 10,7m       | 31 / 207″     |
| δ      | 4,2 / 5,2 / 14,7 / 15,2m | 4 / 66 / 4,4″ |
| θ      | 4,5 / 5,4m               | 22″           |

β Serpentis ist ein Mehrfachsternsystem, bestehend aus drei Sternen, die um einen gemeinsamen Schwerpunkt kreisen. Das System ist 153 Lichtjahre entfernt. Zur Beobachtung benötigt man ein Teleskop ab 6 cm Öffnung. In der klassischen chinesischen Astronomie trug β Serpentis den Namen Chow und war ein Symbol der Zhou-Dynastie.
δ Serpentis ist ein Vierfachsternsystem in 210 Lichtjahren Entfernung. Es besteht aus zwei Paaren von Sternen. Die beiden Komponenten A und B sind Unterriesen der Spektralklasse F0 IV mit einem Winkelabstand von 4 Bogensekunden, die einander in 3200 Jahren umkreisen. Sie sind bereits in einem kleinen Teleskop von 5 cm Öffnung sichtbar. δ Serpentis B ist zudem ein veränderlicher Stern. Das zweite System besteht aus den lichtschwächeren Komponenten C und D, die einen Abstand von 4,4 Bogensekunden aufweisen.
θ Serpentis ist ein 132 Lichtjahre entfernter Doppelstern. Die beiden Sterne gehören der Spektralklasse A5 an und können bereits mit einem Prismenfernglas getrennt werden. Der Name Alya für das System θ Serpentis stammt aus dem arabischen und bedeutet „Fettschwanz“, womit eine bestimmte Schafrasse bezeichnet wird

### Veränderliche Sterne
| Stern         | m                | Periode     | Typ                            |
| ------------- | ---------------- | ----------- | ------------------------------ |
| δ Serpentis B | 4,23 ± 0,04      | 0,134 Tage  | Delta-Scuti-Stern              |
| R Serpentis   | 5,16 bis 14,4    | 356,4 Tage  | Mirastern                      |
| U Serpentis   | 7,66 bis 14,7    | 239 Tage    | Mirastern                      |
| W Serpentis   | 8,42 bis 10,2    | 14,15 Tage  | W-Serpentis-Stern              |
| χ Serpentis   | 5,33 ± 0,03      | 1,60 Tage   | Alpha2-Canum-Venaticorum-Stern |
| CT Serpentis  | 6,0 bis 16,6 (p) | 4,7 Stunden | Nova                           |

Delta Serpentis B ist ein kurzperiodisch pulsationsveränderlicher Stern. In einem Rhythmus von nur 3 Stunden und 13 Minuten verändert sich seine Helligkeit um kaum merkliche 0,04 Größenklassen.
R Serpentis ist ein langperiodisch pulsationsveränderlicher Stern vom Mira-Typ in 900 Lichtjahren Entfernung. Über einen Zeitraum von 356,4 Tagen verändert er seine Helligkeit deutlich. Während des Helligkeitsmaximums ist er mit bloßem Auge zu erkennen, im Minimum benötigt man ein mittleres Teleskop. Er ist ein rötlicher Stern der Spektralklasse M6 III.

### Messier- und NGC-Objekte
| Messier (M) | NGC  | sonstige   | Größe | Typ                 | Name         |
| ----------- | ---- | ---------- | ----- | ------------------- | ------------ |
| M 16        | 6611 | Adlernebel | 6,0m  | Gasnebel            |              |
| M 5         | 5904 |            | 5,7m  | Kugelsternhaufen    |              |
|             | 6604 |            | 6,5m  | Offener Sternhaufen |              |
|             | 6605 |            | 6,0m  | Offener Sternhaufen |              |
|             |      | IC 4756    | 4,6m  | Offener Sternhaufen |              |
|             |      | PGC 54559  | 16,4m | Ringgalaxie         | Hoags Objekt |

In der Schlange sind zwei neblige Objekten sichtbar, die der französische Astronom und Kometenjäger Charles Messier in seinen Katalog (Messierkatalog) aufnahm.
M 5 ist ein Kugelsternhaufen in etwa 27.000 Lichtjahren Entfernung. Er ist einer der hellsten Kugelsternhaufen am nördlichen Himmel. Im Fernglas erscheint er als nebliger Fleck. Mit einem mittleren Teleskop kann er am Rand in Einzelsterne aufgelöst werden.
M 16 ist der 7000 Lichtjahre entfernte Adlernebel. Bekannt sind Aufnahmen des Hubble-Teleskops, die gewaltige Gas- und Staubwolken zeigen. Diese Region ist ein Sternentstehungsgebiet. Um den Nebel zu beobachten, benötigt man ein Teleskop mittlerer Größe. Auffällig bei der visuellen Beobachtung ist aber eher der offene Sternhaufen, der in den Nebel eingebettet ist. Die komplexen Nebelstrukturen werden erst auf länger belichteten Fotografien sichtbar.
IC 4756 ist ein eher unscheinbarer offener Sternhaufen in 1400 Lichtjahren Entfernung. Im Prismenfernglas und im kleineren Teleskop sind etwa 50 Sterne sichtbar.
Hoags Objekt ist eine nahezu kreisrunde Ringgalaxie in etwa 600 Millionen Lichtjahren Entfernung.

### Andere Objekte
Der Quasar PDS 456 ist der hellste Quasar von der Milchstraße aus gesehen.